# Остання місія (фільм)
Остання місія (англ. Missione finale) — італійський науково-фантастичний бойовик 1988 року.

## У ролях
- Френк Загаріно — Лу
- Марк Грегорі — Джейсон
- Романо Крістофф — Рікі
- Джинні Рокерс
- Сабріна Сіані — Гленда
- Чарльз Борромел
- Кім Фоллет
- Чонг Сой
- Као Ден